# 7e cérémonie des prix Feroz
La 7e cérémonie des Prix Feroz (ou Premios Feroz), organisée par l'Asociación de Informadores Cinematográficos de España, se déroule le 16 janvier 2020 à Alcobendas et récompense les films et séries sortis en 2019.
Le film Douleur et Gloire (Dolor y Gloria) de Pedro Almodóvar remporte les prix du meilleur film dramatique, de la meilleure réalisation, du meilleur scénario, du meilleur acteur, de la meilleure actrice dans un second rôle et de la meilleure musique originale.

## Palmarès

### Cinéma

#### Meilleur film dramatique
- Douleur et Gloire (Dolor y Gloria) de Pedro Almodóvar
  - La Plateforme (El hoyo) de Galder Gaztelu-Urrutia
  - Une vie secrète (La trinchera infinita) de Aitor Arregi, Jon Garaño et Jose Mari Goenaga
  - Viendra le feu (O que arde) de Oliver Laxe
  - Los días que vendrán de Carlos Marqués-Marcet
  - Œil pour œil (Quien a hierro mata) de Paco Plaza

#### Meilleure comédie
- Avantages de voyager en train (Ventajas de viajar en tren) de Aritz Moreno
  - À dix-sept ans (Diecisiete) de Daniel Sánchez Arévalo
  - El increíble finde menguante de Jon Mikel Caballero
  - Litus de Dani de la Orden
  - Lo dejo cuando quiera de Carlos Therón

#### Meilleur réalisateur
- Pedro Almodóvar pour Douleur et Gloire (Dolor y Gloria)
  - Aitor Arregi, Jon Garaño et Jose Mari Goenaga pour Une vie secrète (La trinchera infinita)
  - Galder Gaztelu-Urrutia pour La Plateforme (El hoyo)
  - Oliver Laxe pour Viendra le feu (O que arde)
  - Aritz Moreno pour Avantages de voyager en train (Ventajas de viajar en tren)

#### Meilleur scénario
- Pedro Almodóvar pour Douleur et Gloire (Dolor y Gloria)
  - David Desola et Pedro Rivero pour La Plateforme (El hoyo)
  - Luiso Berdejo et José Mari Goenaga pour Une vie secrète (La trinchera infinita)
  - Santiago Fillol  et Oliver Laxe pour Viendra le feu (O que arde)
  - Javier Gullón pour Avantages de voyager en train (Ventajas de viajar en tren)

#### Meilleur acteur
- Antonio Banderas pour son rôle dans Douleur et Gloire (Dolor y Gloria)
  - Antonio de la Torre pour son rôle dans Une vie secrète (La trinchera infinita)
  - Karra Elejalde pour son rôle dans Lettre à Franco (Mientras dure la guerra)
  - Luis Tosar pour son rôle dans Œil pour œil (Quien a hierro mata)
  - David Verdaguer pour son rôle dans Los días que vendrán

#### Meilleure actrice
- Belén Cuesta pour son rôle dans Une vie secrète (La trinchera infinita)
  - Marta Nieto pour son rôle dans Madre
  - Pilar Castro pour son rôle dans Avantages de voyager en train (Ventajas de viajar en tren)
  - Greta Fernández pour son rôle dans La hija de un ladrón
  - María Rodríguez Soto pour son rôle dans Los días que vendrán

#### Meilleur acteur dans un second rôle
- Enric Auquer pour Œil pour œil (Quien a hierro mata)
  - Asier Etxeandia pour son rôle dans Douleur et Gloire (Dolor y Gloria)
  - Eduard Fernández pour son rôle dans Lettre à Franco (Mientras dure la guerra)
  - Quim Gutiérrez pour son rôle dans Avantages de voyager en train (Ventajas de viajar en tren)
  - Leonardo Sbaraglia pour son rôle dans Douleur et Gloire (Dolor y Gloria)

#### Meilleure actrice dans un second rôle
- Julieta Serrano pour Douleur et Gloire (Dolor y Gloria)
  - Penélope Cruz pour son rôle dans Douleur et Gloire (Dolor y Gloria)
  - Mona Martinez pour son rôle dans Adiós
  - Laia Marull pour son rôle dans La innocència
  - Antonia San Juan pour son rôle dans La Plateforme (El hoyo)

#### Meilleur documentaire
- La ciudad oculta de Víctor Moreno
  - El cuadro de Andrés Sanz
  - El cuarto reino. El reino de los plásticos de Álex Lora et Adán Aliaga
  - Enero de Ione Atenea
  - Zumiriki de Oskar Alegría

#### Meilleure musique originale
- Alberto Iglesias pour Douleur et Gloire (Dolor y Gloria)
  - Zeltia Montes pour Adiós
  - Arturo Cardelús pour Buñuel après l'âge d'or (Buñuel en el laberinto de las tortugas)
  - Pascal Gaigne pour Une vie secrète (La trinchera infinita)
  - Alejandro Amenábar pour Lettre à Franco (Mientras dure la guerra)
  - Cristobal Tapia de Veer pour Avantages de voyager en train (Ventajas de viajar en tren)

#### Meilleure bande annonce
- Miguel Ángel Trudu pour Adiós

#### Meilleure affiche
- Miguel Navia pour El crack cero

### Télévision

#### Meilleure série dramatique
- Hierro (saison 1)
  - En el corredor de la muerte (mini-série)
  - Foodie Love (saison 1)
  - La casa de papel (saison 3)
  - La peste (saison 2)

#### Meilleure série comique
- Vida perfecta (saison 1)
  - Paquita Salas (saison 3)
  - Vota Juan (saison 1)

#### Meilleur acteur
- Javier Cámara pour son rôle dans Vota Juan
  - Brays Efe pour son rôle dans Paquita Salas
  - Darío Grandinetti pour son rôle dans Hierro
  - Álvaro Morte pour son rôle dans La casa de papel
  - Miguel Ángel Silvestre pour son rôle dans En el corredor de la muerte

#### Meilleure actrice
- Candela Peña pour son rôle dans Hierro
  - Toni Acosta pour son rôle dans Señoras del (h)AMPA
  - Laia Costa pour son rôle dans Foodie Love
  - Leticia Dolera pour son rôle dans Vida perfecta
  - Eva Ugarte pour son rôle dans Mira lo que has hecho

#### Meilleur acteur dans un second rôle
- Enric Auquer pour son rôle dans Vida perfecta
  - Jesús Carroza pour son rôle dans La peste
  - Óscar Casas pour son rôle dans Instinto
  - Eduard Fernández pour son rôle dans Criminal
  - Adam Jezierski pour son rôle dans Vota Juan

#### Meilleure actrice dans un second rôle
- Yolanda Ramos pour son rôle dans Paquita Salas
  - Belén Cuesta pour son rôle dans Paquita Salas
  - Celia Freijeiro pour son rôle dans Vida perfecta
  - Alba Flores pour son rôle dans La casa de papel
  - Aixa Villagrán pour son rôle dans Vida perfecta

### Prix Feroz d'honneur
- Julia Gutiérrez Caba
- Emilio Gutiérrez Caba